# 1575 en santé et médecine
| Années de la santé et de la médecine : 1572 - 1573 - 1574 - 1575 - 1576 - 1577 - 1578    |
| Décennies de la santé et de la médecine : 1540 - 1550 - 1560 - 1570 - 1580 - 1590 - 1600 |

Cet article présente les faits marquants de l'année 1575 en santé et médecine.

## Événement
- 1575-1576 : une épidémie de peste frappe Venise, qui fait plus de soixante mille victimes et dont la fin sera commémorée chaque année par la fête du Rédempteur[1],[2].

## Publications
- Giulio Alessandrini[3] fait paraître à Cologne, sous le titre de Salubrium, sive De sanitate tuenda, libri triginta tres, une « compilation de quantités de choses que les Anciens ont avancées sur le régime[4] ».
- John Banister (en) fait paraître à Londres, chez Thomas Marshe et sous le titre de A needefull, new, and necessarie treatise of chyrurgerie, une édition revue, corrigée et augmentée de divers écrits d'Antoine Chaumet et de Jean Tagault[5].
- Ambroise Paré : Œuvres chirurgicales[6].
- Li Chan, Yï Xuè Rù Mén (« Porte d'entrée dans la médecine[7] »).
- Le prêtre taoiste Bao Guang publie sa « Discussion sur l'Ophtalmologie de Longmu » (Dao Ren Yan Ke Long Mu Ji) en annexe à une édition de l'« Ophtalmologie de Longmu transmise en secret » (Mi Chuan Yan Ke Long Mu Lun (秘傳眼科龍木論)), compilation de traités des dynasties Song et Yuan[7],[8].

## Naissance
- Louis Hébert (mort en 1627), apothicaire français, procureur du roi, premier colon à s'installer en Nouvelle-France[9].

## Décès
- Agostino Gadaldini (né en 1515), traducteur de Galien en latin[10].
- Costanzo Varolio (né en 1543), anatomiste italien[11].